# Братья Маркс

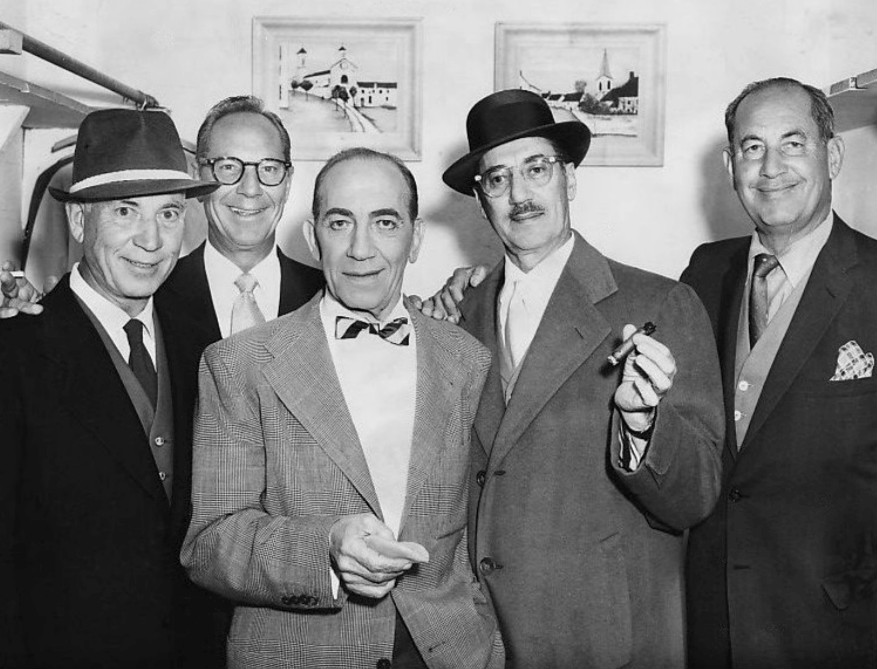
Братья Маркс в 1957 году. Слева направо: Харпо, Зеппо, Чико, Граучо, Гаммо

Братья Маркс (англ. Marx Brothers) — пять братьев, популярные комедийные артисты из США, специализировавшиеся на «комедии абсурда» — с набором драк, пощёчин, флирта и «метания тортов».

## Биография
Родились в Нью-Йорке в семье еврейских эмигрантов. Их мать  Минни Шенберг  родилась в Рейнской Пруссии,  а отец Сэмюэль  Маркс родился во французском Эльзасе. Играли в водевилях и театральных постановках, но мировую известность обрели благодаря кинематографу. Братьев Маркс ставят в один ряд с такими звёздами немых комедий, как Чарли Чаплин и Бастер Китон.

## Фильмография
| Год       | Оригинальное название                                                       | Русское(-ие) название(-ия)                 | В ролях                                                                         |
| --------- | --------------------------------------------------------------------------- | ------------------------------------------ | ------------------------------------------------------------------------------- |
| 1929      | The Cocoanuts                                                               | Кокосовые орешки                           | Зеппо, Граучо, Харпо, Чико                                                      |
| 1930      | Animal Crackers                                                             | Воры и охотники                            | Граучо, Харпо, Чико, Зеппо                                                      |
| 1931      | Monkey Business                                                             | Обезьяньи проделки                         | Граучо, Харпо, Чико, Зеппо                                                      |
| 1932      | Horse Feathers                                                              | Лошадиные перья                            | Граучо, Харпо, Чико, Зеппо                                                      |
| 1933      | Duck Soup                                                                   | Утиный суп                                 | Граучо, Харпо, Чико, Зеппо                                                      |
| 1935      | A Night at the Opera                                                        | Вечер в опере                              | Граучо, Чико, Харпо                                                             |
| 1937      | A Day at the Races                                                          | День на скачках                            | Граучо, Чико, Харпо                                                             |
| 1938      | Room Service                                                                | Обслуживание (Обслуживание номеров)        | Граучо, Чико, Харпо                                                             |
| 1939      | At the Circus                                                               | В цирке                                    | Граучо, Чико, Харпо                                                             |
| 1940      | Go West                                                                     | На Запад                                   | Граучо, Чико, Харпо                                                             |
| 1941      | The Big Store                                                               | Большой магазин (Универмаг)                | Граучо, Чико, Харпо                                                             |
| 1946      | A Night in Casablanca                                                       | Ночь в Касабланке                          | Граучо, Чико, Харпо                                                             |
| 1949      | Love Happy                                                                  | Счастливая любовь (Блондинки и бриллианты) | Харпо, Чико, Граучо                                                             |
| 1950—1961 | You Bet Your Life (телесериал)                                              | Ставка — жизнь                             | Граучо (153 серии, 1950—1961), Чико (3 серии, 1957), Харпо (3 серии, 1957—1961) |
| 1959      | The Incredible Jewel Robbery (эпизод телесериала «General Electric Theater» | Невероятное похищение бриллиантов          | Харпо, Чико                                                                     |

## Братья
В ранних фильмах участвовали четверо братьев из пяти: Чико, Харпо, Граучо и Зеппо.
С 1935 года Зеппо прекратил съёмки в кинофильмах.
Гаммо участвовал в сценических постановках группы, но в кино не снимался.
| Сценическое имя | Настоящее имя              | Родился         | Умер             | Возраст |
| --------------- | -------------------------- | --------------- | ---------------- | ------- |
| Чико            | Леонард                    | 22 марта 1887   | 11 октября 1961  | 74      |
| Харпо           | Адольф (после 1911: Артур) | 23 ноября 1888  | 28 сентября 1964 | 75      |
| Граучо          | Джулиус Генри              | 2 октября 1890  | 19 августа 1977  | 86      |
| Гаммо           | Милтон                     | 23 октября 1893 | 21 апреля 1977   | 83      |
| Зеппо           | Герберт Манфред            | 25 февраля 1901 | 30 ноября 1979   | 78      |

## Факты
- В документальном фильме «Киногид извращенца» Славой Жижек сопоставляет амплуа трёх братьев Маркс со структурой личности по Фрейду: Граучо — Сверх-я, Чико — Я, Харпо — Оно.
- Краткое описание характеров их героев: Чико — простак, Граучо — жулик, Харпо — хулиган, Зеппо — красавчик. Их вполне «жизненные образы» узнаваемы, хоть и слегка мультяшно утрированы.
- Узнав о перелёте Гесса, Уинстон Черчилль счёл это настолько абсурдным, что, по некоторым свидетельствам, заявил: «Гесс или не Гесс, я пойду смотреть братьев Маркс»[24].
- Британская рок-группа Queen назвала два своих музыкальных альбома в честь фильмов Братьев Маркс: «A Night at the Opera» (1975) и «A Day at the Races» (1976).

## Пародии
- Троих братьев Маркс — Граучо, Харпо и Чико — пародировал Бенни Хилл.
- Небольшую пародию на Граучо Маркса показал Лесли Нильсен в фильме «Рецидив» (другой перевод «Изгоняющий заново»).
- Братьям Маркс была посвящёна серия «New Class Day» (сегмент «A Night in Kokomo») мультсериала «Приключения мультяшек». Бастер Банни в образе Чико, Бэбс Банни в образе Граучо, Гого в образе Харпо[25].